# Shikishima-Klasse (1900)
Die Shikishima-Klasse (japanisch 敷島型戦艦 Shikishima-gata senkan) war eine Klasse von zwei Einheitslinienschiffen (Schlachtschiffen) der Kaiserlich Japanischen Marine, der Shikishima und der Hatsuse, die 1900 und 1901 in Dienst gestellt wurden.
In manchen Publikationen wird ein drittes Schiff, die zwischen diesen fertiggestellte Asahi, der Klasse zugerechnet. Die Asahi entstand zwar nach der gleichen Spezifikation, unterschied sich aber erheblich in der Silhouette, da sie nur zwei Schornsteine und einfache Pfahlmasten hatte.
Wie bei der vorangehende Fuji-Klasse überstand das Typschiff Shikishima, wenn auch abgerüstet, sogar den Zweiten Weltkrieg, während das Schwesterschiff Hatsuse schon im Russisch-Japanischen Krieg durch Minentreffer 1904 verloren ging.

## Geschichte

### Entwurf und Bau

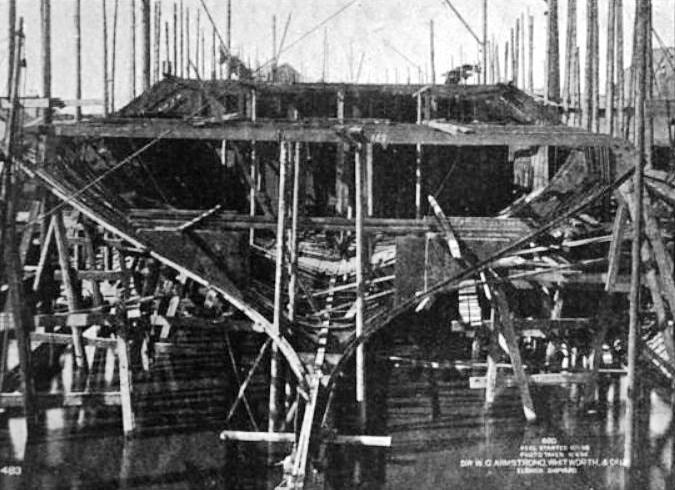
Teile des Rumpfes und der Kiel der Hatsuse während ihres Baus auf einer Helling in England

Nach den beiden Schiffe der Fuji-Klasse wurden ab 1896 vier weitere Linienschiffe in Großbritannien bestellt. Als Folge des Japanisch-Chinesischen Krieges (1894–1895) und der durch russischen Druck erzwungenen Rückgabe der Halbinsel Liaodong an China begann Japan eine Aufrüstung für denkbare weitere Konflikte. Dazu gehörte auch ein 10-Jahres-Programm zur Stärkung der Marine. Dieses sah den Bau sechs Linienschiffen und sechs Panzerkreuzern als Kern der Kaiserlich Japanischen Marine vor. Die im Rahmen dieses Plans zu beschaffenden Schiffe waren alle vor dem Russisch-Japanischen Krieg von 1904–1905 in den Dienst gekommen und bildeten den Kern der japanischen Flotte. Die sechs Linienschiffe waren die beiden schon bestellten Schiffe der Fuji-Klasse (Fuji, Yashima), denen nun die Shikishima und Hatsuse sowie die Asahi und zuletzt noch die Mikasa folgten.
Die Aufträge für die beiden Schiffe der Shikishima-Klasse gingen an dieselben Werften (Thames Ironworks and Shipbuilding and Engineering Company in London und Armstrong-Whitworth in Elswick), die schon die Schiffe der Fuji-Klasse gebaut hatten. Der Entwurf stammte von Philip Watts und war eine verbesserte Version der von 1895 bis 1898 in Dienst gekommenen Majestic-Klasse der Royal Navy, die mit einer Maximalverdrängung von 16.000 ts als die größten und modernsten Schlachtschiffe ihrer Zeit galten. Sie wiesen dadurch größere Ähnlichkeit mit der erst später in Dienst gelangenden britischen Formidable-Klasse auf.

### Bewaffnung

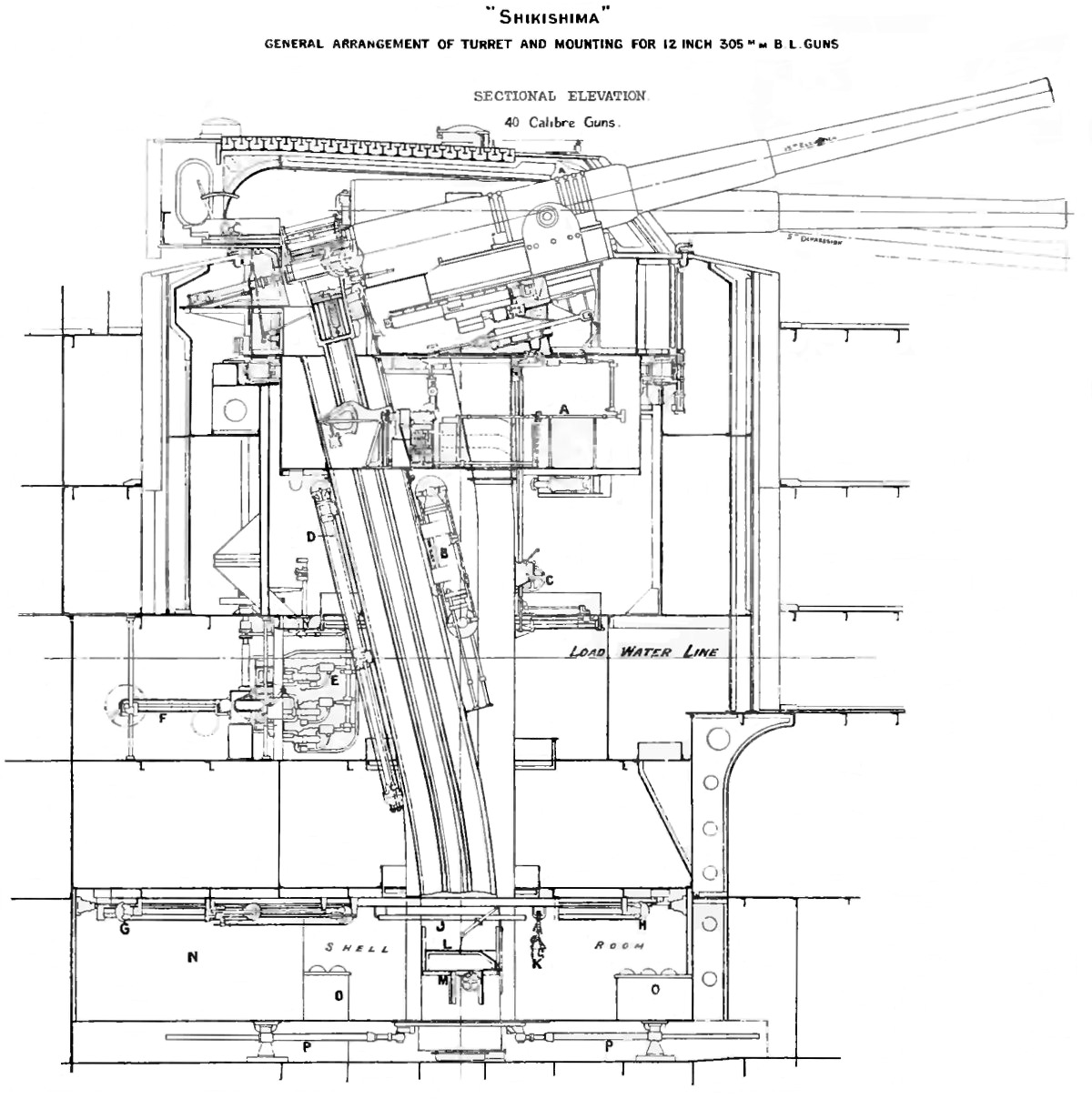
Seitenriss eines 12-Zoll-Geschützturmes

Die Hauptbatterie der Shikishima mit zwei Doppeltürmen mit 12-Zoll-(305-mm)-L/40-Type-41-Geschützen der Elswick Ordnance Company entsprach der Bewaffnung der vorangehenden Fuji-Klasse. Allerdings wurde ein veränderter Turmtyp installiert.
Die Mittelartillerie der Shikishima bestand aus jetzt vierzehn 6-Zoll-(152-mm)-L/40-Type-41-Schnellfeuergeschützen. Diese waren wieder weit auseinandergesetzt und in zwei Decks angeordnet, um die Wirkung einzelner Treffer zu begrenzen. Auch die Geschütze des Oberdecks waren in geschlossenen Kasematten untergebracht.
Dazu kamen noch zwanzig 3-Zoll-(76-mm)-L/40-Type-41-Zwölfpfünder und zwölf Dreipfünder. Die Shikishima-Klasse hatte auch vier Whitehead-Torpedorohre unter Wasser und eines an Deck.

### Panzerung
Die Shikishima und ihr Schwesterschiff waren mit Harveystahl gepanzert. Der Seitenpanzer hatte eine Stärke von 228 mm und verjüngte sich nach vorn und oben auf 152 mm. Der Deckspanzer war 76 mm dick, verstärkt war er um die Barbetten auf 252 mm und im Bereich der Kasematten auf 127 mm. Ihre Harvey-Nickelstahlpanzerung war zum Zeitpunkt der Fertigstellung nicht mehr der bestmögliche Standard. Die etwa gleichzeitig in Dienst kommende Formidable-Klasse der Royal Navy verwendete durchgehend gehärteten Kruppstahl. Dieser Übergang wurde erst mit dem letzten Schiff der Sechser-Serie, der Mikasa, vollzogen.

### Antrieb
Die Maschinen der Shikishima-Klasse waren Dreifachexpansionsdampfmaschinen auf zwei Schrauben mit Röhrenkesseln als Dampferzeugern. Die Maschinen leisteten bis zu 14.500 PSi, um die Entwurfsgeschwindigkeit von 17 Knoten zu erreichen. Bei ihren Abnahmetests konnte die Shikishima sogar 18,7 Knoten erzielen. Anders als die zugrundeliegende Majestic-Klasse hatte die Shikishima keine Schornsteine nebeneinander, sondern drei Schornsteine hintereinander. Dies unterschied sie und ihre Schwesterschiff Hatsuse auch deutlich von den vier anderen Linienschiffen des Bauprogramms, die nur zwei Schornsteine hatten.

## Einheiten
| Name              | Bauwerft                              | Bestellung | Kiellegung      | Stapellauf       | Indienststellung | Verbleib |
| ----------------- | ------------------------------------- | ---------- | --------------- | ---------------- | ---------------- | --- |
| Shikishima (敷島) | Thames Iron Works, Leamouth, (London) | 1897       | 29. März 1897   | 1. November 1898 | 26. Januar 1900  | Nach Indienststellung wurde die Shikishima im Russisch-Japanischen Krieg eingesetzt und nahm im August 1904 der Seeschlacht im Gelben Meer und 1905 an der Seeschlacht bei Tsushima teil. Durch Unfälle beim Umgang mit Munition wurde sie zuerst 1916 und erneut 1917 beschädigt und schließlich im Rahmen internationaler Flottenverträge 1923 abgerüstet. Sie wurde 1948 verschrottet |
| Hatsuse (初瀬)    | Armstrong, Whitworth & Co, Elswick    |            | 10. Januar 1898 | 27. Juni 1899    | 18. Januar 1901  | Nach Indienststellung wurde die Hatsuse im Russisch-Japanischen Krieg eingesetzt und diente dort als Flaggschiff der 1. Schwadron. Am 15. Mai 1904 geriet sie in ein russisches Minenfeld und ging nach zwei Minentreffern und einer Explosion im Schiffsinneren mit 496 Besatzungsmitgliedern unter.                                                                                    |